# 卡比多斯
卡比多斯（法語：Cabidos，法語發音：[kabidɔs]）是法国大西洋比利牛斯省的一个市镇，位于该省东北部，属于波城区。

## 地理
卡比多斯（43°32'28"N, 0°27'51"W）面积7.26 平方千米，位于法国新阿基坦大区大西洋比利牛斯省，该省份为法国东南部省份，涵盖了贝阿恩与北巴斯克，西临大西洋比斯開灣，北至朗德省，东北接热尔省，东临上比利牛斯省，南与西班牙接壤。
与卡比多斯接壤的市镇（或旧市镇、城区）包括：菲隆当、阿尔扎克-阿拉济盖、加罗斯、马洛萨讷、蒙塔居特、皮耶特普拉桑克穆斯特鲁。
卡比多斯的时区为UTC+01:00、UTC+02:00（夏令时）。

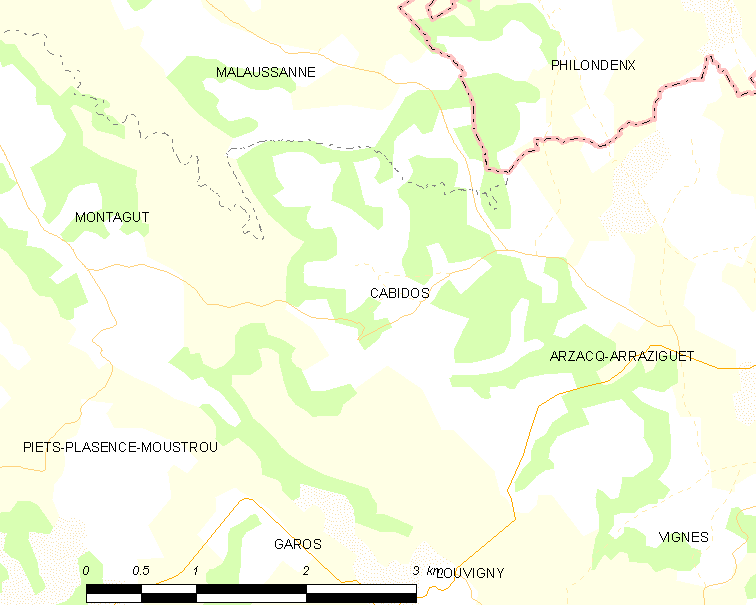
卡比多斯的OSM定位图

## 行政
卡比多斯的邮政编码为64410，INSEE市镇编码为64158。

## 政治
卡比多斯所属的省级选区为阿尔蒂克斯和苏贝斯特尔地区县。

## 人口

1962-2008年间卡比多斯人口变化图示

卡比多斯于2022年1月1日时的人口数量为170人。